# Сталјон Спрингс (Калифорнија)
Сталјон Спрингс (енгл. Stallion Springs) насељено је место без административног статуса у америчкој савезној држави Калифорнија.

## Демографија
По попису из 2010. године број становника је 2.488, што је 966 (63,5%) становника више него 2000. године.
| Група             | 2000.         | 2010.         |
| Белци             | 1.260 (82,8%) | 2.062 (82,9%) |
| Афроамериканци    | 14 (0,9%)     | 30 (1,2%)     |
| Азијати           | 17 (1,1%)     | 32 (1,3%)     |
| Хиспаноамериканци | 168 (11,0%)   | 285 (11,5%)   |
| Укупно            | 1.522         | 2.488         |